# Oberer Sonntagkarsee
Oberer Sonntagkarsee är en sjö i Österrike.   Den ligger i förbundslandet Steiermark, i den centrala delen av landet, 220 km sydväst om huvudstaden Wien. Oberer Sonntagkarsee ligger 2 098 meter över havet.
Trakten runt Oberer Sonntagkarsee består i huvudsak av gräsmarker. Runt Oberer Sonntagkarsee är det ganska glesbefolkat, med 21 invånare per kvadratkilometer.